# Fabien Grellier
Fabien Grellier (Aizenay, Vendée, 31 d'octubre de 1994) és un ciclista francès, professional des del 2016. Actualment corre a l'equip Team TotalEnergies.

## Palmarès
- 2012
  - Vencedor d'una etapa als Boucles del Cantó de Trélon
- 2013
  - 1r al Tour de Mareuil-Verteillac-Ribérac i vencedor d'una etapa
- 2015
  - 1r a la Manche-Atlantique
  - 1r a la Fletxa de Locminé
  - Vencedor d'una etapa al Circuit des plages vendéennes
  - Vencedor d'una etapa a La SportBreizh

### Resultats al Tour de França
- 2018. 120è de la classificació general
- 2019. 121è de la classificació general
- 2020. 117è de la classificació general